# Konséguéla
Konséguéla is een gemeente (commune) in de regio Sikasso in Mali. De gemeente telt 30.100 inwoners (2009).
De gemeente bestaat uit de volgende plaatsen:
- Finzankoro
- Kiana
- Kolonina
- Konkombougou
- Konséguéla
- Morena
- N'Golobougou
- N'Togola
- Niémina
- Ouesserebougou
- Siguénasso
- Siguésso
- Sogotila
- Tempela
- Tomina
- Torosso
- Toupourla